# Mariánský seminář v Trnavě
Marianum , nebo též  Mariánský seminář je společný název pro historické budovy bývalého Mariánského semináře nalézající se v centru starého města Trnava na adrese Jána Hollého 10. Marianum je chráněno jako národní kulturní památka Slovenské republiky pod číslem ÚZPF 1043/9.

## Historie
Mariánský seminář v Trnavě - Marianum, založil v roce 1667 György Szelepcsényi (1595-1685), ostřihomský arcibiskup a primas uherský v letech 1666-1685, který sídlil v té době kvůli obsazení Ostřihomi Turky v Trnavě. Výstavba současné budovy mariánského semináře proběhla až po jeho smrti, zhruba mezi lety 1687 a 1700. V semináři studovali kromě katolických Maďarů a Slováků také Podkarpatští Rusíni z Mukačeva a rumunští uniaté. I poté, co bylo sídlo univerzity v roce 1777 přeneseno z Trnavy do Budína, zůstal zde vyšší seminář, spadající pod ostřihomskou arcidiecézi. Nacházela se zde také bohatá knihovna s četnými slovanskými a rumunskými díly, která byla do Ostřihomi přestěhována až v roce 1865.
V budově Mariánského semináře také pravděpodobně sídlilo jezuitské divadlo. Divadelní sál se nacházel v zadním traktu. Předpokládá se, že velký mecenáš trnavských jezuitů hrabě Pál Esterházy financoval stavbu divadelní scény již v roce 1692. V literatuře se uvádí, že se jednalo o první zděné divadlo ve starých Uhrách. Hlediště mělo nejméně 200 míst k sezení a mělo také dvanáct lóží na balkonech a galerii pro mládež. Jeviště bylo poměrně prostorné, vybavené mechanismy typickými pro barokní divadlo. Hlediště a kulisy byly vyzdobeny malbami Jozefa Erhardta Gruebera, který v té době s asistenty pracoval také na freskách v dnešní katedrále svatého Jana Křtitele.
Od roku 1856 byla budova využívána gymnáziem. Po rekonstrukci v roce 1914 byl velký sál využíván pro divadelní představení a koncerty. Mimo jiné zde měl premiéru řady svých děl trnavský rodák, hudební skladatel Mikuláš Schneider-Trnavský (1881-1958).
Stejně jako sousední šlechtický konvikt byla i budova Mariánského semináře v 50. letech 20. století církvi odebrána a přešla do správy československého státu pod ministerstvo obrany. V roce 1991 byla budova vrácena trnavské arcidiecézi, která provedla rozsáhlou rekonstrukci.
Dnes je Mariánský seminář ve správě Arcibiskupského úřadu Trnavské arcidiecéze. Od roku 2007 je velký společenský sál využíván pro slavnostní akce a koncerty. Od srpna 2019 se v kapli opět konají bohoslužby o nedělích a přikázaných svátcích.

## Architektura
Budova semináře byla postavena na poměrně neobvyklém půdorysu písmene "H": skládala se ze dvou rovnoběžných křídel, hlavního směřujícího do ulice a zadního směřujícího do dvora, spojených uprostřed kratším příčným křídlem, po jehož obou stranách vznikly dva malé dvorky. Uliční křídlo mělo původně dvě nadzemní podlaží a nebylo podsklepené. Zadní křídlo mělo tři nadzemní podlaží. Jeho součástí byla dodnes existující kaple, jejíž interiér je dnes vyzdoben malbami z konce 19. století. 
Budova prošla několika stavebními úpravami. Drobné úpravy proběhly ve 40. letech 19. století v souvislosti s výstavbou sousední budovy šlechtického konviktu. V roce 1914 byla zbourána spojnice spojující obě křídla a radikálně přestavěno uliční křídlo, kde po spojení obou podlaží vzniklo vysoké hlediště. Na uliční straně se však zachoval barokní reprezentativní hlavní vstupní portál se sochou Panny Marie typu Madony a erbem arcibiskupa Szelepcsényiho.
Pamětní deska na průčelí připomíná působení biskupa Štefana Moyzese, zakladatele a prvního předsedy Matice slovenské, v Trnavě.

## Galerie

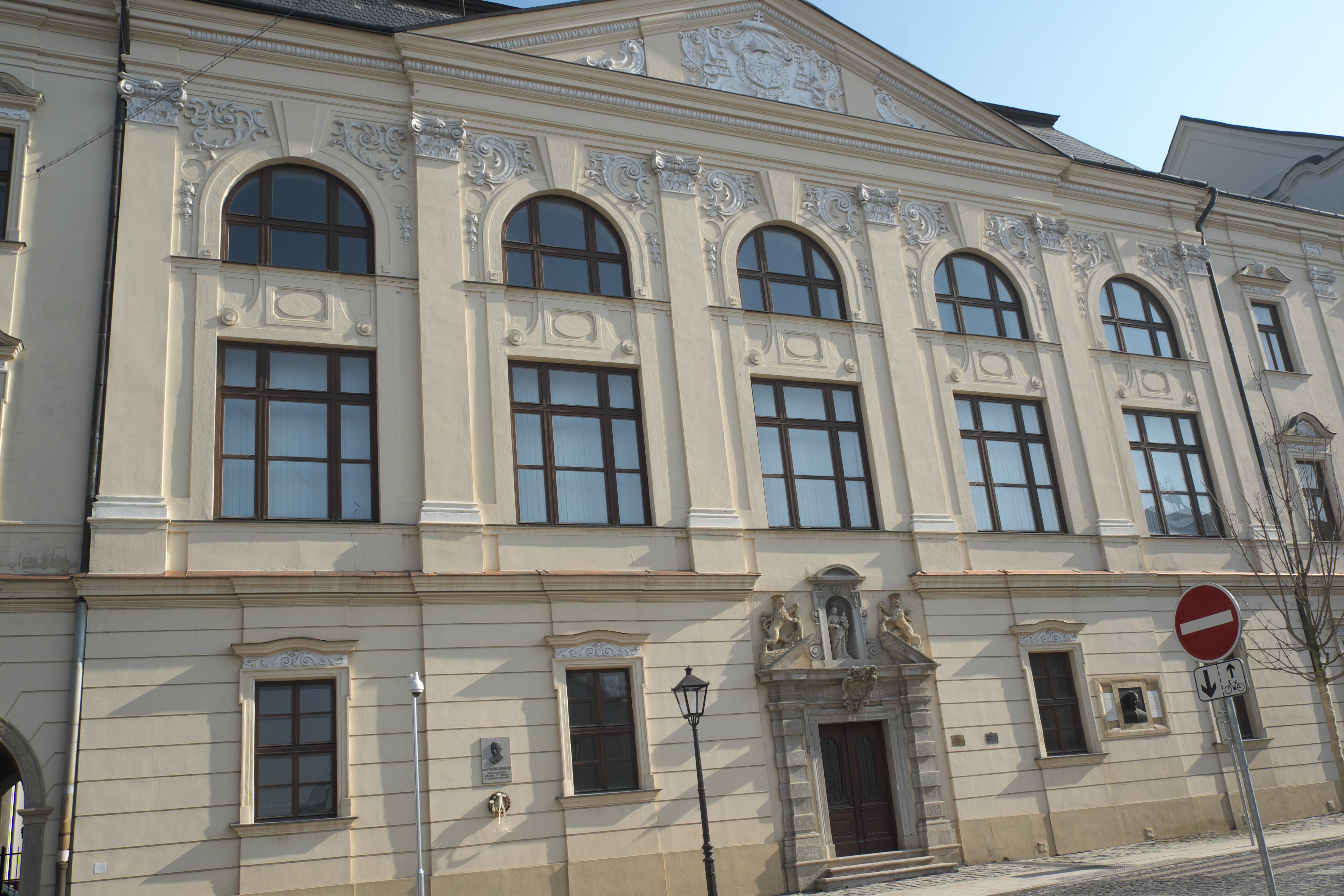
Mariánský seminář v Trnavě
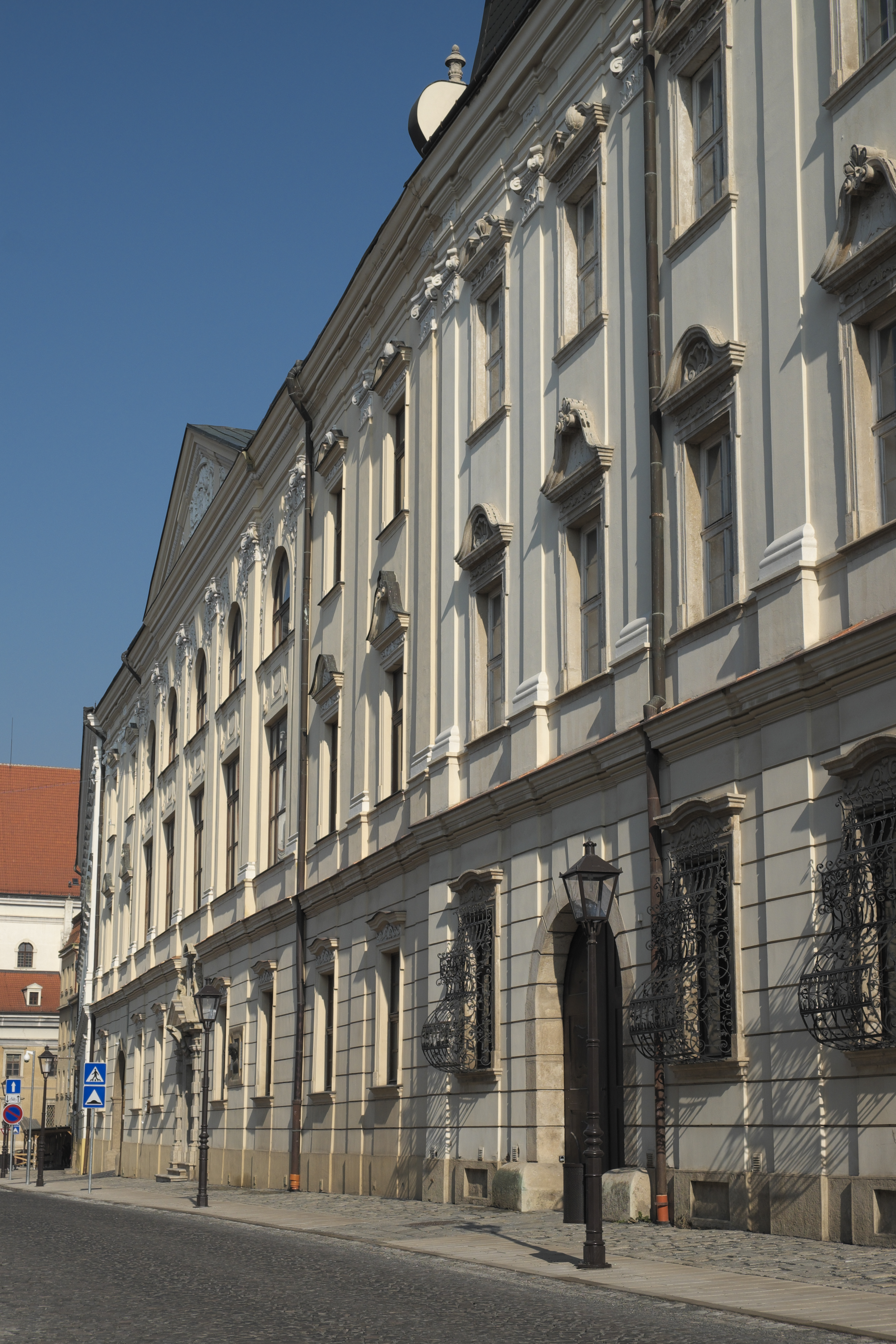
Mariánský seminář v Trnavě
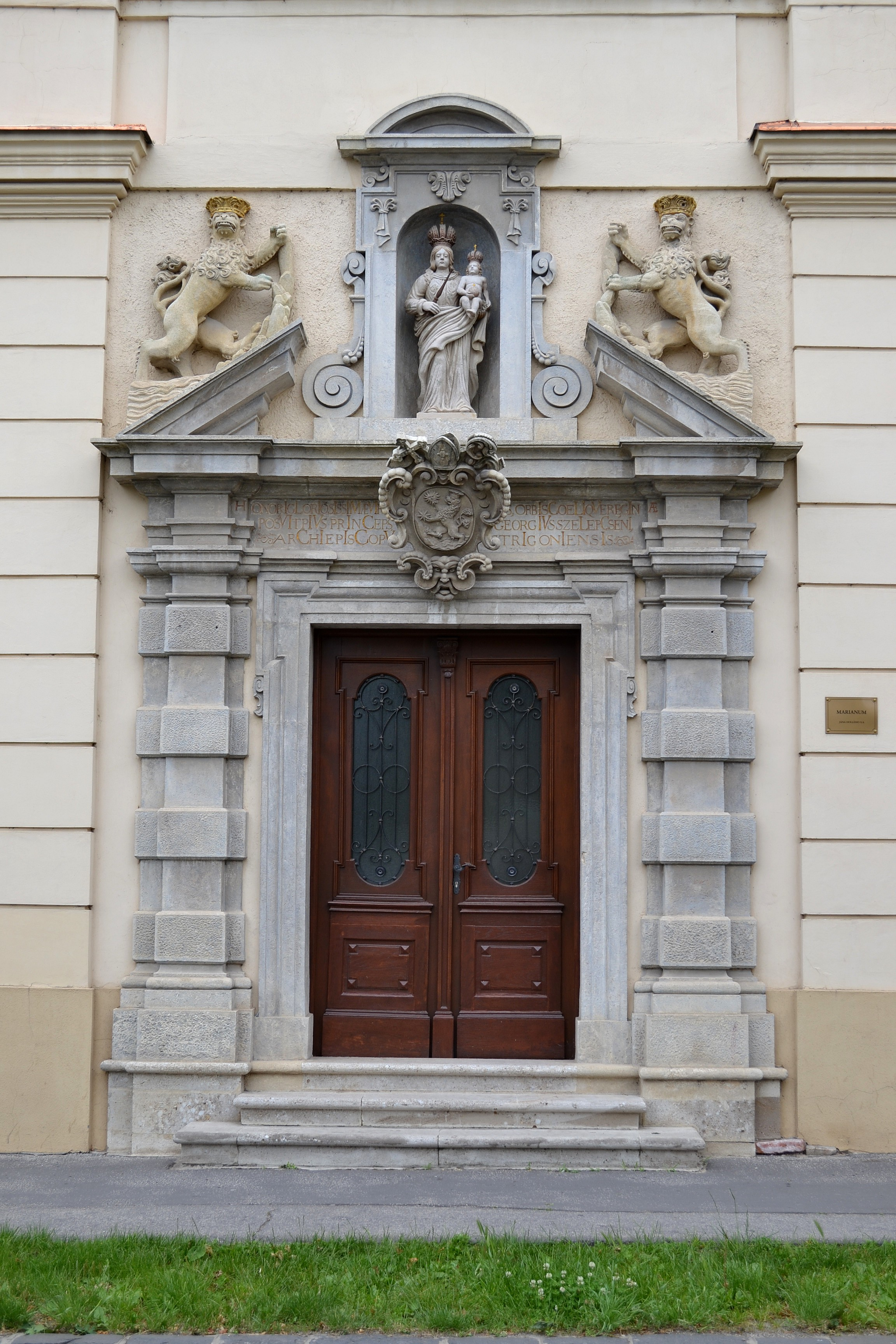
vstupní portál Mariánského semináře v Trnavě
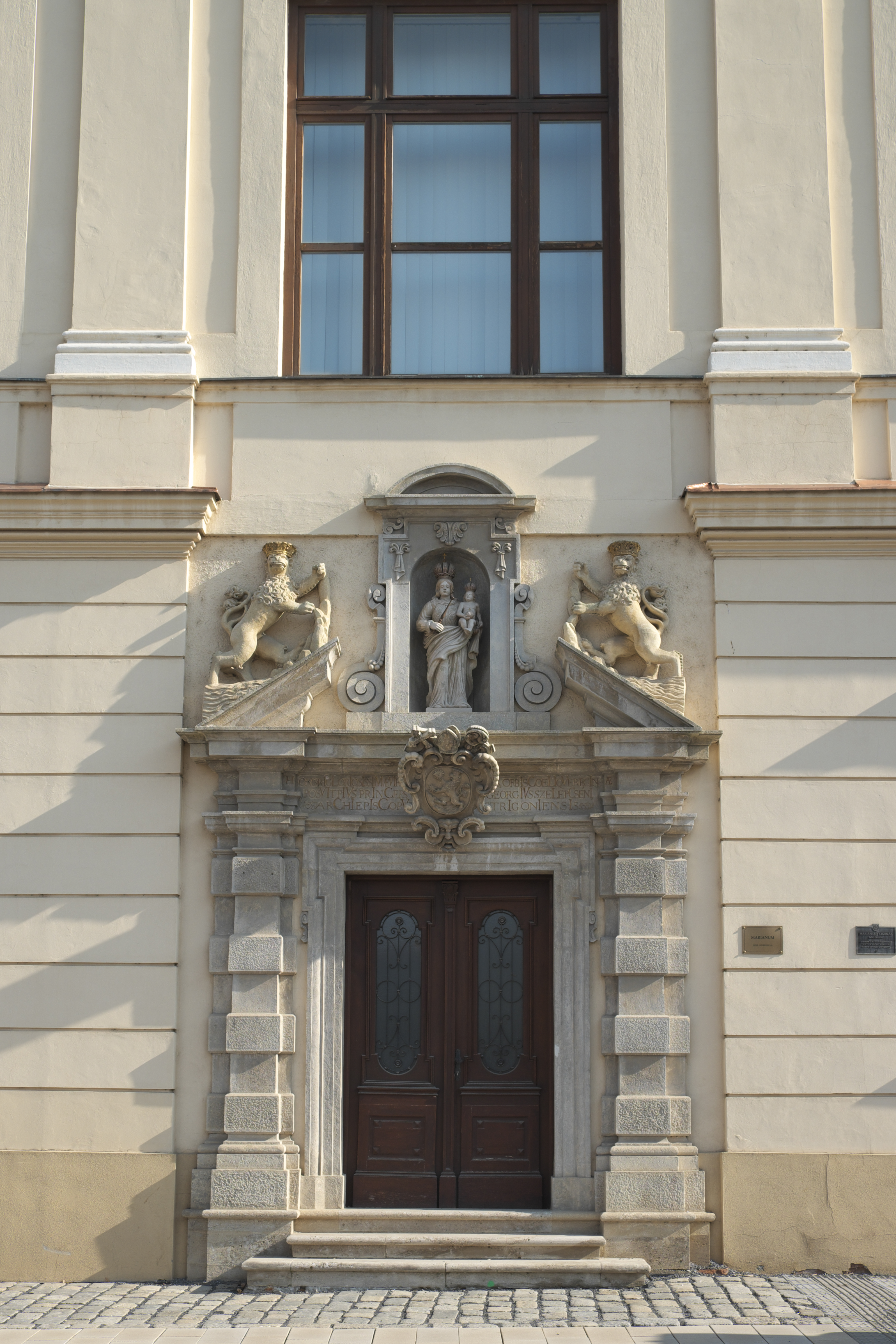
vstupní portál Mariánského semináře v Trnavě
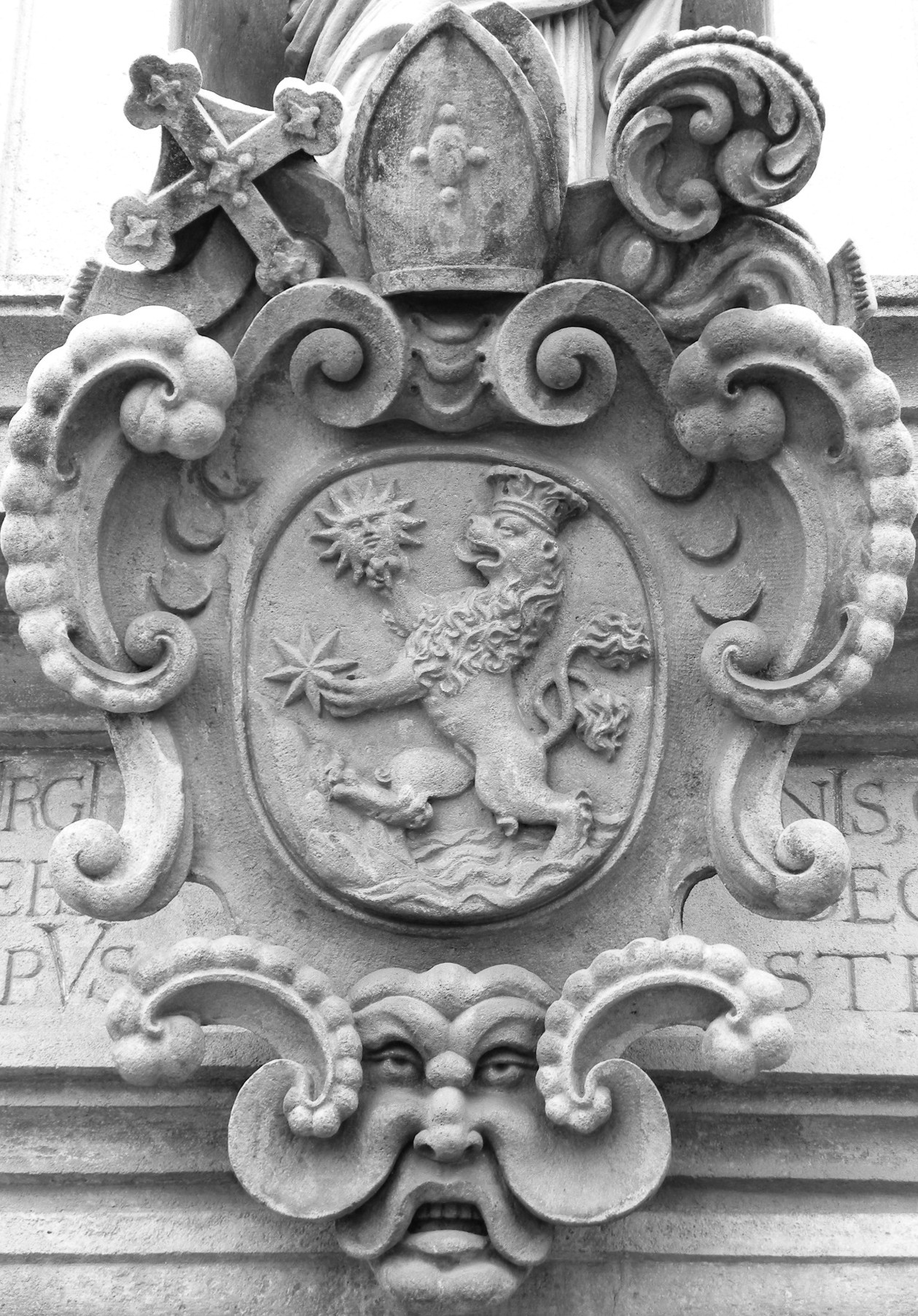
erb zakladatele Mariánského semináře v Trnavě -arcibiskupa Szelepcsenyiho